# إيبيإي شينوزوكا
إيبيإي شينوزوكا (باليابانية: 篠塚 一平) (20 مارس 1995 في آبيكو في اليابان – )؛ هو لاعب كرة قدم كان يلعب كلاعب وسط.

## وصلات خارجية
- إيبيإي شينوزوكا على موقع رابطة كرة القدم اليابانية للمحترفين (اليابانية)
- إيبيإي شينوزوكا على موقع إي إس بي إن إف سي (الإنجليزية)
- إيبيإي شينوزوكا على موقع قاعدة بيانات كرة القدم.إي يو (الإنجليزية)
- إيبيإي شينوزوكا على موقع Soccerbase.com (لاعب) (الإنجليزية)
- إيبيإي شينوزوكا على موقع Soccerway.com (الإنجليزية)
- إيبيإي شينوزوكا على موقع عالم كرة القدم.نت (الإنجليزية)